# Особая группа В. И. Шорина
Особая группа В. И. Шорина (Южного фронта) — оперативно-стратегическое объединение РККА во время гражданской войны. Создана директивой Главкома от 23 июля 1919 года для нанесения удара по войскам Деникина на донском направлении. 30 сентября 1919 года на базе Особой группы создан Юго-Восточный фронт.

## Состав
В состав Особой группы В. И. Шорина входили:
- 9-я армия (14-я, 23-я, 36-я, 56-я стрелковые дивизии, Отдельная кавалерийская бригада, 1-я стрелковая бригада 21-й стрелковой дивизии (с 15 сентября 1919), 22-я стрелковая дивизия (с 19 сентября 1919)),
- 10-я армия (26-я, 32-я, 37-я, 38-я, 39-я стрелковые дивизии, Отдельная кавалерийская бригада Д. П. Жлобы, конный корпус С. М. Будённого (с 15 августа до 15 сентября 1919 в подчинении командования Особой группы)),
- Пензенский, Саратовский и Тамбовский УР,
- Волжско-Каспийская военная флотилия (с 12 августа 1919),
- резервные группы (22 стрелковая дивизия в сентябре 1919), 1-я стрелковая сбр 47-й стрелковой дивизии, Казанская крепостная бригада, Самарская крепостная бригада (с 15 августа 1919)).

Общая численность группы на фронте в 350 км составляла около 69 тысяч штыков,14,9 тысяч сабель,340 орудий,1316 пулемётов..

## Боевые действия
Особая группа Шорина приняла участие в августовском контрнаступлении Южного фронта 1919 года, вела боевые действия на левом фланге Южного фронта, в районах рек Верхний Дон, Хопёр, городов Камышин и Царицын против белогвардейских Донской и Кавказской армий, разбила антибольшевистские силы в районах станицы Каменно-Черновская и станиц Серебряково и Зеленовская, в августе-сентябре 1919 г. действовала против конницы Мамонтова, совершившей рейд в тыл Южного фронта.

## Командный состав
Командующий:
- В. И. Шорин

Члены РВС:
- И. Т. Смилга,
- В. А. Трифонов.

Начальники штаба:
- Ф. М. Афанасьев